# Ginger Pooley
Ginger A. Pooley, född 22 april 1977 i  Chicago, Illinois som Ginger Reyes, är en amerikansk rockmusiker med mexikanska och peruanska drag. Hon är även känd under namnet Ginger Sling när hon uppträder som soloartist.
Pooley rekryterades som basist och bakgrundssångare till rockgruppen The Smashing Pumpkins av frontmannen Billy Corgan under turnén för deras sjunde album Zeitgeist (2007). Hon syns i musikvideorna till "Tarantula", "That's the Way (My Love Is)" och "G.L.O.W.".
Hon bytte efternamn från Reyes till Pooley när hon gifte sig med sin man Kristopher Pooley 2008.

## Diskografi
Med The Israelites
- 1998 – The Jamaican Persuasion

Med Halo Friendlies
- 2002 – Get Real

Solo (som Ginger Sling)
- 2004 – Room EP

Med The Smashing Pumpkins
- 2008 – American Gothic (UK Tour Edition)